# Euryopis sexalbomaculata
Euryopis sexalbomaculata är en spindelart som först beskrevs av Lucas 1846.  Euryopis sexalbomaculata ingår i släktet Euryopis och familjen klotspindlar. Inga underarter finns listade i Catalogue of Life.